# Grupos étnicos do Gabão
Apesar de sua pequena população, o Gabão este país africano possui diversos grupos étnicos Bantu e uma pequena população de pigmeus. Aqui estão alguns grupos étnicos, por província.

## Estuaire
- Fang

## Haut Ogooué
mbahouin
obamba
téké

## Ngounié
- Bakélé
- Bandjabi
- Nzebie
- Mitsogho

## Ogooué-Ivindo
- Fang
- Bakota
- Mahongue
- Bakwélé
- Boungome

## Woleu Ntem
- Fang